# Premio Eikon
Eikon es una palabra griega que significa ícono y que no es otra cosa que la etimología de la palabra imagen. Los Premios EIKON constituyen el primer premio argentino al trabajo que hacen comunicadores y comunicólogos, relacionistas públicos, periodistas, publicitarios, lobbystas y organizadores de eventos.
Los EIKON son administrados y entregados desde 1998 por la revista IMAGEN. La revista, sin embargo, no forma parte del jurado sino que lo designa cada año eligiendo un grupo de profesionales destacados y respetados por sus pares.
Los premios buscan contribuir a:
*    Transparentar el trabajo de los asesores y ejecutivos de comunicación, muchas veces criticado por oscuro y manipulador
*    Generar una base casuística que sirve para difundir el conocimiento de los profesionales y como elemento de benchmarking (aprender cómo lo hicieron los que lo hicieron bien).
*    Destacar la labor de los mejores profesionales entre las empresas y organizaciones, de manera de contribuir a depurar el mercado.
*    Difundir la labor de los profesionales fuera del propio ámbito, de manera de ser mejor percibidos en las organizaciones en las que trabajan y por la sociedad.
A su vez, los premios le sirven a la revista IMAGEN para demostrar su liderazgo como medio difusor de información y conocimiento para la comunidad de profesionales de la comunicación institucional.
Los jurados tienen la función de calificar las presentaciones y decidir quiénes son los ganadores de las estatuillas (oro, plata, azul).  
A cada jurado se le asigna una cantidad determinada de trabajos (entre 10 y 30 presentaciones) los cuales son evaluados con un puntaje del 1 al 10.  El plazo para corregirlos es de un mes aproximadamente, luego del cual se realiza un desayuno para recolectar y promediar los resultados. Una vez obtenidos los resultados, se comunican a quienes participaron y luego se lo difunde públicamente.
Los participantes (ganadores o no) no se enteran de quienes fueron los jurados que evaluaron sus postulaciones, pero el organizador, con la colaboración de los propios jurados, hace antes de repartir los trabajos un exhaustivo proceso de clearing de conflictos de intereses, que siempre están presentes. La revista garantiza que cada trabajo será evaluado como mínimo por tres jueces para lograr la mejor equidad posible.
No se dan a conocer ni los nombres ni los trabajos perdedores, que el jurado debe mantener en el anonimato. Un trabajo que no gana un año puede tener la posibilidad de participar en el siguiente, siempre y cuando cumpla con los plazos que exigen las bases. 
Los mismos jurados pueden presentar campañas, ya que en el proceso de clearing de conflictos de intereses se los excluye de evaluar las categorías en las que participan. Las evaluaciones se hacen "en soledad" y no como tarea grupal o colectiva para evitar influencias cruzadas.
Los aspectos a considerar a la hora de evaluar los trabajos son los siguientes:
-Creatividad
-Resultados obtenidos en relación con el presupuesto disponible
-Prolijidad de la ejecución
-Ética
-Calidad y claridad de la presentación, cuyo formato académico está descripto en las bases.
Con las evaluaciones entregadas por los jurados y ante la presencia de un escribano  público se realiza un promedio y se obtiene la nota individual de las presentaciones. Se promedia luego la totalidad de estas puntuaciones resultando un promedio general, en base al cual se asignan los premios.
El Premio EIKON  cuenta actualmente con 25 categorías y diversas subcategorías. Toda organización (empresas, ONG, organismos públicos) que se presente podrá hacerlo declarando si se trata de una empresa grande o de una PyME u ONG.
En los últimos años se sumó un capítulo regional o de habla hispana para toda América Latina y España, pero también ediciones locales: Córdoba, y ahora Cuyo. Paraguay es la primera edición nacional fuera de Argentina desde 2018.
Con el correr de los años, en la edición nacional se sumó el Eikon junior, a monografías de estudiantes universitarios proponiendo una campaña de comunicación institucional sobre un tema determinado diferente cada año.
También se sumó un reconocimiento especial para un Comunicador del Año y un Comunicador profesional del Año (un par de los profesionales del sector) según una nómina que propone el jurado y votan los participantes a la Noche del Eikon.

## Categorías
- Categoría 1: Campaña general de Comunicación Institucional
- Categoría 2: Sustentabilidad Campaña General de Sustentabilidad
- Categoría 2.2: Sustentabilidad Social
- Categoría 2.3: Sustentabilidad En Educación
- Categoría 2.4: Sustentabilidad Ambiental
- Categoría 2.5: Sustentabilidad Cultural
- Categoría 2.6: Sustentabilidad en Salud
- Categoría 3: Asuntos Públicos / Lobbyng
- Categoría 4:  Relaciones con la Prensa
- Categoría 6: Identidad Corporativa
- Categoría 7: Comunicación Interna
- Categoría 8: Issues Management
- Categoría 9: Patrocinio o Sponsoring Cultural
- Categoría 9.1: Patrocinio o Sponsoring Deportivo
- Categoría 10: Comunicación Financiera o con los inversores
- Categoría 11: Eventos
- Categoría 12: Lanzamiento de Productos
- Categoría 13: Campaña General Digital. Web, social media y comunicación digital móvil
- Categoría 14: Campaña Social Media
- Categoría 16: Campaña Web
- Categoría 17: Publicidad Institucional, campaña general – Publicidad Institucional Televisiva
- Categoría 17.3: Publicidad Institucional, campaña general – Publicidad Institucional Gráfica
- Categoría 17.4: Publicidad Institucional, campaña general – Publicidad Institucional En línea
- Categoría 18: Publicaciones Institucionales Multimedia
- Categoría 19: Relación con los Consumidores
- Categoría 20: Comunicación Política, de Gobierno y Campañas Electorales
- Categoría 20.1: Capítulo Nacional
- Categoría 20.2: Capítulo Provincial
- Categoría 20.3: Capítulo Municipal
- Categoría 21: Marketing Social

## Ganadores
- Ganadores 2017
- Ganadores 2016
- Ganadores 2016 - Edición Córdoba
- Ganadores 2015
- Ganadores 2015 - Edición Córdoba
- Ganadores 2014
- Ganadores 2014 - Edición Córdoba
- Ganadores 2013
- Ganadores 2012
- Ganadores 2011